# Tàngara blavosa
La tàngara blavosa (Thraupis episcopus) és una espècie d'ocell americana de la família Thraupidae. Es distribueix del Mèxic cap al sud, fins al nord-est de Bolívia i el nord del Brasil; en tota la Conca amazònica, llevat l'extrem sud.

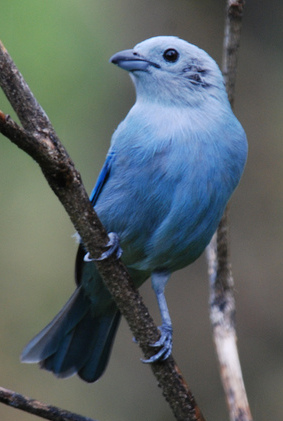
Una subespècie de l'illa Trinitat.

La tàngara blavosa mesura 18 cm de longitud i pesa 35 g. Els adults tenen el cap i les parts inferiors del cos color gris blavós clar, les parts dorsals són blaves fosques, amb verd blau brillant en les ales i la cua, i l'espatlla amb diferents matisos de blau. El bec és curt i gruixut.